# Iolanthe

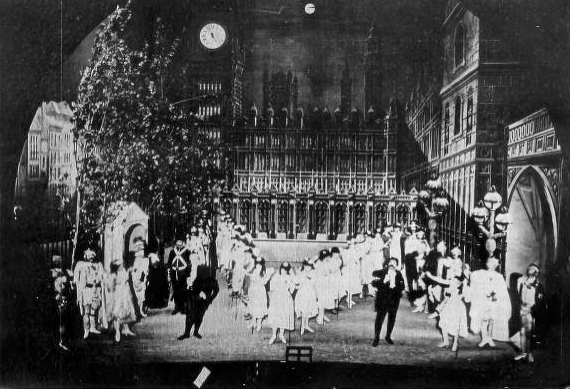
Iolanthe al Bijou Theatre di Boston nel 1884

Iolanthe o The Peer and the Peri, è un'opera comica con musiche di Arthur Sullivan e libretto di W. S. Gilbert. È annoverata fra le Savoy Opera e la settima delle quattordici composte insieme dal duo Gilbert e Sullivan.
Iolanthe venne presentata per la prima volta a Londra al Savoy Theatre, il 25 novembre 1882, tre giorni dopo la sospensione delle recite dell'opera Patience che era stata rappresentata per 398 recite consecutive.

## L'opera
La prima di Iolanthe fu un'occasione per quello che dovette sembrare un evento davvero magico nel 1882. Il Savoy Theatre fu il primo teatro al mondo ad essere illuminato con la corrente elettrica, e per la prima volta furono possibili effetti di luci che resero appunto magica la messa in scena dell'opera. Il capitano Eyre Massey Shaw, a cui la Regina delle fate (in inglese Fairy Queen) si rivolse nel secondo atto dicendogli: ("Oh, Captain Shaw/Type of true love kept under/Could thy brigade with cold cascade/Quench my great love, I wonder"), era capo dei Vigili del Fuoco di Londra. Egli era presente alla prima rappresentazione di Iolanthe, e le parole, pronunciate dalla regina delle fate, interpretata da Alice Barnett, erano dirette a lui con gran divertimento del pubblico.
Molte delle musiche di Sullivan dedicate alle fate, rendono deliberato omaggio alla musica di scena scritta da Felix Mendelssohn per Sogno di una notte di mezza estate di William Shakespeare. Le musiche che riguardavano le fate, peraltro, facevano riferimento a musiche di altri autori fra cui Richard Wagner.
Due personaggi dell'opera Iolanthe, Strephon and Phyllis, sono descritti come pastori dell'Arcadia. Questa era un leggendario luogo di perfezione campestre, prima descritta dagli antichi greci, che era molto presente negli scrittori del XIX secolo.
Gilbert stesso aveva scritto un lavoro precedente chiamato Happy Arcadia. Iolanthe è comunque molto più che un racconto di fate.
Diversi problematiche dell'opera sono state riprese da  Patience: la battaglia fra i sessi così come la satira sulle questioni legali e politiche. Gilbert aveva, in precedenza, preso in giro l'aristocrazia, ma in questa storia di fate la Camera dei Lord viene satireggiata come un bastione di inutili privilegi e nullità. Il sistema politico dei partiti ed altre istituzioni furono coinvolti nella satira. Un personaggio notabile dell'opera è un uomo politico britannico chi era più importante nel XIX secolo che oggi, il Lord cancelliere, e capo della Camara, ma il suo nome è mai menzionato. Il Lord cancelliere anche menziona tanti tribunali inglesi che furono aboliti solo tra poco di tempo ante della prima produzione dell'opera: ("Or assume that the witnesses summoned in force/In Exchequer, Queen's Bench, Common Pleas, or Divorce/Have perjured themselves as a matter of course/Said I to myself, said I").
Librettista e compositore, riuscirono a mescolare la critica con delle assurdità così enormi da suscitare grande ilarità.
Nonostante fosse stata intitolata Iolanthe, per un certo tempo fu pubblicizzata come Perola.  Secondo una storia spesso ripetuta, Gilbert e Sullivan non cambiarono il titolo in Iolanthe fino a pochi giorni prima del debutto. Alla prova generale di Iolanthe al Savoy, Sullivan si rivolse al pubblico dicendo: "Signore e signori. Siete venuti a vedere la prova generale di Perola ma poco prima che si alzerà il sipario il sipario, l'opera si chiamerà Iolanthe. Vi preghiamo di voler cambiare il nome da Perola a Iolante."
Il titolo venne pubblicizzato come Iolanthe dal 13 novembre 1882; undici giorni prima del debutto così che il cast ebbe pochissimo tempo per impararne il nome. Ed è anche chiaro che la musica venne scritta in modo tale da adattarsi alla parola "Iolanthe" e poté solo essere aggiustata alla parola "Perola".
Al tempo della scrittura di Iolanthe, sia Gilbert che Sullivan erano al culmine della loro creatività, e molti loro ammiratori sentirono che il loro settimo lavoro era il miglior bilancio, se non il migliore in assoluto, della loro collaborazione. "Sullivan compose un brillante nuovo lavoro (il suo più delicato) su di uno scintillante libretto....  Iolanthe è il lavoro in cui lo stile dell'operetta di Sullivan fece un definitivo passo in avanti, e la metamorfosi dei temi musicali è la sua nuova caratteristica... Attraverso la metamorfosi dei temi, Sullivan è riuscito a dare al lavoro una maggiore fluidità...".